# Adriana Gutiérrez
Adriana Gutiérrez Jaramillo (Manizales, 22 de enero de 1959) es una política colombiana del departamento de Caldas que ha sido elegida por elección popular para integrar el Senado y la Cámara de Representantes de Colombia en diferentes ocasiones.

 En el año 2013 renunció al Partido de la U para adherir al Centro Democrático de Álvaro Uribe Vélez.

## Carrera profesional
Gutiérrez Jaramillo fue Cónsul General de Colombia en Barcelona, España en 1992 y posteriormente fue presidenta del Comité Intergremial de Caldas.

## Congresista de Colombia
En las elecciones legislativas de Colombia de 2006, Gutiérrez Jaramillo fue elegida senadora de la república de Colombia con un total de 64.169 votos.
En las elecciones legislativas de Colombia de 2002, Gutiérrez Jaramillo fue elegida miembro de la Cámara de Representantes de Colombia con un total de 75.349 votos.

### Iniciativas
El legado legislativo de Adriana Gutiérrez Jaramillo se identificó por su participación en las siguientes iniciativas desde el congreso:

- Expedir el Código de Ética y Disciplinario del Congresista.[4]
- Dictar disposiciones relativas a la vigilancia y a la seguridad privada en Colombia (Archivado).[5]
- Introducir algunas modificaciones a la composición del Consejo Superior de la Judicatura, concretamente en su organización actual y competencias de la Sala Administrativa del mismo.[6]
- Establecer la formación para el desarrollo personal, familiar y social de niños, niñas y adolescentes, a través de un proyecto de vida que se constituye en eje vinculante y articulado de los actores comprometidos con la formación (Archivado).[7]
- Modificar unos artículos de la Constitución Política, garantizando los derechos de representación política de las mujeres (Archivado).[8]
- Modificar el Título IV de la Ley 599 de 2000 y dictar disposiciones para contrarrestar la explotación sexual comercial de niños, niñas y adolescentes (Sancionado como ley).[9]
- Fortalecer el programa del bilingüismo en Colombia y permitir que los estudiantes en Colombia puedan mejorar sus posibilidades laborales en un mundo cada vez más competido.[10]
- Establecer medidas para mejorar las condiciones provisionales y laborales de las mujeres (Arichvado).[11]
- Introducir algunas modificaciones a la composición del Consejo Superior de la Judicatura (Archivado).[12]
- Prevenir, erradicar y sancionar toda forma de violencia contra las mujeres, se reforman los Códigos Penal, de Procedimiento Penal, la Ley 294 de 1996 (Sancionado como ley).[13]

## Carrera política
Su trayectoria política se ha identificado por:

### Partidos políticos
A lo largo de su carrera ha representado los siguientes partidos:
| Partido político | Fecha Inicio            | Fecha Fin            |
| Partido de la U  | 1 de septiembre de 2005 | 0 de enero de 1900   |
| Coalición        | 20 de julio de 2002     | 31 de agosto de 2005 |

### Cargos públicos
Entre los cargos públicos ocupados por Adriana Gutiérrez Jaramillo, se identifican:
| Cargo público             | Partido político | Fecha Inicio        | Fecha Fin            |
| Senador de la República   | Partido de la U  | 20 de julio de 2006 | 1 de febrero de 2009 |
| Representante a la Cámara | Partido de la U  | 20 de julio de 2002 | 19 de julio de 2006  |